# Midnight Mary
Midnight Mary ist ein US-amerikanisches Kriminaldrama mit Loretta Young unter der Regie von William A. Wellman nach einer Idee von Anita Loos. Der Film ist ein typisches Beispiel für den laxen Umgang mit den Zensurvorschriften vor dem Production Code.

## Handlung
Die Handlung beginnt mit einer großen Rückblende.
Mary Martin wartet auf die Entscheidung der Geschworenen, die das Urteil in ihrem soeben beendeten Prozess wegen Mordes finden sollen. Sie wuchs in einem Waisenhaus auf und wurde eines Tages fälschlicherweise des Diebstahls beschuldigt. Das Gericht schickte sie für drei Jahre in eine Besserungsanstalt, wo Mary zu einem abgebrühten Teenager heranwächst. Nach ihrer Entlassung beginnen Mary und ihre Freundin Bunny, für Leo Darcy zu arbeiten, der einen Ring von professionellen Dieben leitet. Als Mary erkennt, wie Darcy sie ein aufs andere Mal ausnutzt, versucht sie zu fliehen, doch sie findet keine Arbeit. Völlig verzweifelt und fast verhungert, geht Mary zurück zu Leo. Innerhalb der nächsten zwei Jahre wird aus ihr nicht nur Leos Geliebte, sondern auch seine Komplizin. Mary und Bunny leiten einen illegalen Spielsalon, wo eines Tages der vornehme Rechtsanwalt Thomas Mannering Jr auf Mary aufmerksam wird. Durch Zufall kann er kurz danach Mary zur Flucht vor der Polizei verhelfen. Obwohl er um Marys Verstrickungen in das organisierte Verbrechen weiß, versucht er alles, ihr zu helfen. Mary ist gerührt und verspricht Tom, ein neues Leben zu beginnen. Noch während sie und Tom ihre Zukunft planen, wird Mary von der Polizei aufgegriffen. Um Toms guten Namen zu schützen, behauptet Mary bei der Vernehmung, sie habe Tom nur aushorchen wollen, um ihn später zu berauben. Mary wird zu einem Jahr Gefängnis verurteilt und Tom heiratet in der Zwischenzeit eine Dame seines Standes. Mary kehrt nach der Entlassung zurück zu Leo, nur um kurz danach auf Tom zu treffen, dessen Ehe unglücklich verläuft. Leo ahnt um die Tiefe der Gefühle zwischen den beiden und will Tom ermorden lassen. Nachdem das erste Attentat schiefgegangen ist, versucht es Leo beim zweiten Mal selber. Mary erschießt daraufhin Leo, um Tom zu retten. Sie wird des Mordes angeklagt und die Rückblende zu Beginn des Films endet exakt in dem Moment, in dem die Geschworenen ihr Urteil verkünden. 
Gerade als der Richter den Schuldspruch verliest, kommt Tom in den Gerichtssaal gestürmt und verlangt eine Neuauflage des Prozesses. Er gesteht seine Liebe zu Mary und die wahren Hintergründe, die zu Marys Tat geführt haben. Nach der Scheidung von seiner Frau ist Tom bereit, die Verteidigung von Mary bei der erneuten Verhandlung ihres Falles zu übernehmen.

## Hintergrund
William A. Wellman war in den frühen  1930er durch eine Reihe von teilweise brutalen Gangsterfilmen wie Safe in Hell  und  Der öffentliche Feind bekannt geworden. Daneben hatte er eine Reihe von Filmen mit weibliche Stars wie Night Nurse, So Big und Lilly Turner gedreht, die die Verzweiflung und materiellen Nöte, die die Weltwirtschaftskrise ausgelöst hatte am Beispiel von dramatischen Frauenschicksalen zeigten. 
Midnight Mary war nach The Hatchet Man die zweite Zusammenarbeit zwischen Wellman und Loretta Young, die später noch Heroes for Sale und The Call of the Wild drehen sollten. MGM lieh Star und Regisseur im Doppelpack von Warner Brothers aus für diese Produktion, die in vieler Hinsicht ein typischer Wellman-Film war, in der offenen Darstellung von Sex und Gewalt allerdings auch ganz und gar untypisch für die Streifen, die MGM sonst in den Verleih brachte. 
Die Beziehungen der Charaktere sind von einer teilweise brutalen Sexualität, die mitunter die Grenze zur Hörigkeit überschreitet, gekennzeichnet. Die menschliche Sexualität wird im Film ohne jede Romantik auf dem Niveau einer Ware und eines Tauschobjekts zwischen den Geschlechtern geschildert.
Als Beispiel für den sehr laxen Umgang mit den geltenden Zensurvorschriften kann die Einstellung gelten, in der Mary versucht, Leo von Tom abzulenken. Die Kamera zeigt das Gesicht des Schauspielers Ricardo Cortez, während ihm Loretta Young alias Mary etwas ins Ohr flüstert, das ihn zunehmend sexuell erregt. Noch während sie redet, beginnt er daher lasziv an ihrem Finger zu saugen. Mary flüstert weiter und streicht dabei langsam mit ihrem feuchten Finger über den Mund und das Gesicht von Cortez. Darüber hinaus präsentiert der Film eine ungewollte Schwangerschaft als etwas Alltägliches und bei einer ihrer Begegnungen diskutieren Tom und Mary mehr oder weniger offen über die Möglichkeit einer sexuellen Beziehung zwischen ihnen.   
Loretta Young kam sehr gut mit William Wellman aus. In der Biographie Loretta Young: An Extraordinary Life wird sie von den Autoren Joe Morella und Edward Z. Epstein wie folgt zitiert: 
I felt very secure when I was working with Wellman. There was nothing phony or artificial about him. He was also attractive in every way. He liked to shoot fast, in one take, and his energy went right through him and into the actors. A director is boss for a reason, and Bill was good.
Bei der Arbeit mit Wellman habe ich mich stets sehr sicher gefühlt. Da war nichts aufgesetzt oder künstlich. Er war auch ein sehr attraktiver Mann. Er bevorzugte eine rasche Aufnahmetechnik, alles mit einem Take und seine Vitalität übertrug sich auf die Schauspieler. Ein Regisseur ist nicht ohne Grund der Boss und Bill war gut.